# Strophurus williamsi
Strophurus williamsi — вид геконоподібних ящірок родини диплодактилідів (Diplodactylidae). Ендемік Австралії.

## Поширення і екологія
Strophurus williamsi мешкають у внутрішніх районах на сході Квінсленду і Нового Південного Уельсу, на півночі Вікторії і заході Південної Австралії. Вони живуть в саванах і сухих склерофільних рідколіссях. Ведуть деревний спосіб життя. живляться комахами та іншими безхребетними. Відкладають яйця, в кладці 2 яйця.